# عصر الجاز
امتد عصر الجاز (بالإنجليزية: Jazz Age)‏ خلال فترة عشرينيات وثلاثينيات القرن الماضي، والتي اكتسبت فيها موسيقى الجاز والرقص شعبية في جميع أنحاء الولايات المتحدة بسرعة. لوحظت الآثار الثقافية لعصر الجاز في الولايات المتحدة بالدرجة الأولى، فيما عُرف مهد الجاز. نشأت موسيقى الجاز في مدينة نيو أورليانز باعتبارها مزيجًا من الموسيقى الإفريقية والأوروبية، وقد لعبت دورًا مهمًا في التغيرات الثقافية الضخمة التي حصلت في هذه الفترة، واستمر تأثيرها على الثقافة الشعبية لفترة طويلة بعد ذلك. يُشار إلى عصر الجاز في كثير من الأحيان بالتزامن مع العشرينيات الهادرة، وتداخل هذا الموضوع في الولايات المتحدة بطرق ثقافية هامة مع عصر حظر الكحوليات فيها. تأثرت الحركة إلى حد كبير بإدخال أنظمة المذياع في جميع أنحاء البلاد. خلال هذا الوقت، كان عصر الجاز مرتبطًا بثقافات الشباب النامية. ساعدت الحركة أيضًا في بدء حركة الجاز الأوروبية. تعود صياغة المصطلح إلى المؤلف الأمريكي فرنسيس سكوت فيتسجيرالد، الذي استخدمه أولاً في مجموعته القصصية القصيرة لعام 1922 بعنوان حكايات من عصر الجاز.

## الخلفية

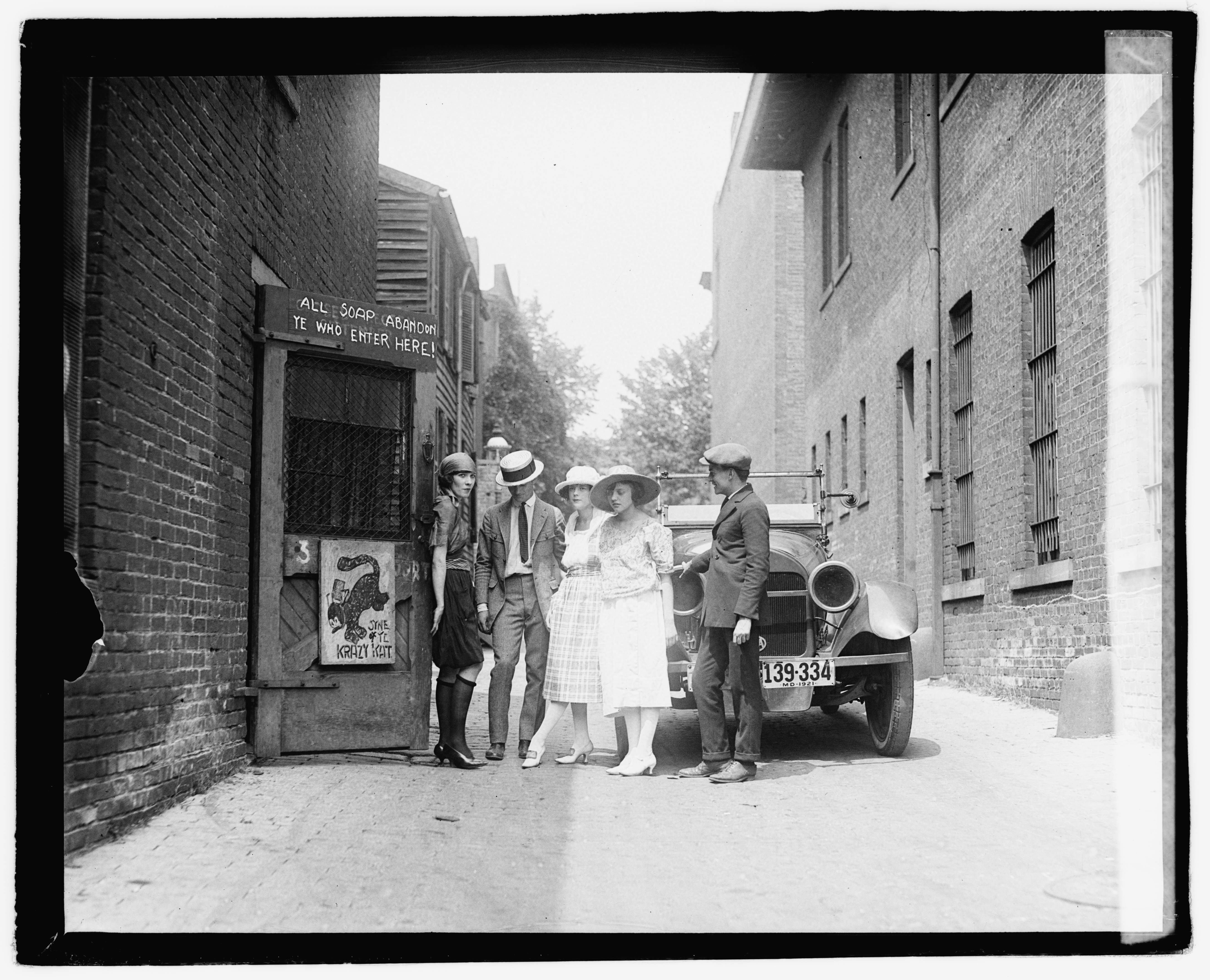
الفنان ومصمّم المناظر الطبيعية كليون «ذا ثروك» ثروكمورتون (1897-1965) البالغ من العمر 23 عامًا (أقصى اليمين)، بطل المبارزة المولود في شيكاغو البالغ من العمر 18 عامًا وزوجة ثروكمورتون المستقبلية كاثرين ماري «كات» مولين (1902-1994) (أقصى اليسار)، الرسامة والرسامة إينيز هوجان (1895-1973) البالغة من العمر 26 عامًا (في الوسط)، واثنين من الأصدقاء المجهولين تم تصويرهم في حوالي يوليو 1921 عند مدخل الزقاق الخلفي لمطعم ثروكمورتون غير القانوني «ذا كريزي كات».

### موسيقى الجاز
الجاز، هو نوع موسيقى نشأ في المجتمعات الأمريكية الإفريقية في مدينة نيو أورليانز في الولايات المتحدة في أواخر القرن التاسع عشر وأوائل القرن العشرين، وتطور من جذور موسيقى البلوز والراجتايم. قدمت نيو أورليانز فرصة كبيرة لتطوير موسيقى الجاز، لأنها كانت مدينة ساحلية تضم العديد من الثقافات والمعتقدات المتشابكة. تأثر الجاز أثناء تواجده في نيو أورليانز بالموسيقى الكريولية والراغتايم والبلوز.
ينظر الكثيرون إلى موسيقى الجاز على أنها «موسيقى أمريكا الكلاسيكية». تطورت موسيقى الديكسيلاند جاز (الجاز التقليدي) في بداية القرن العشرين، بصفتها شكلًا مبكرًا من أشكال موسيقى الجاز. اعتُرف بموسيقى الجاز في عشرينيات القرن العشرين شكلًا رئيسيًا من أشكال التعبير الموسيقي. ثم ظهرت على شكل أنماط موسيقية تقليدية وشعبية مستقلة، ترتبط جميعها بالروابط المشتركة للأصول الموسيقية الأفريقية الأمريكية والأوروبية الأمريكية مع التوجه نحو الأداء. حصلت موسيقى الجاز من أفريقيا على إيقاعها و«البلوز» وتقاليدها في الأداء أو الغناء بطريقة تعبيرية خاصة بها. وحصلت من أوروبا على الانسجام والأدوات. استخدم كلاهما الارتجال، والذي أصبح جزءًا كبيرًا من موسيقى الجاز.
أدخل لويس أرمسترونغ العزف المنفرد الارتجالي إلى مقدمة مقطوعة الجاز الموسيقية. تتميز موسيقى الجاز عمومًا بألحان السوينغ والبلوز، والغناء الحواري، والإيقاعات المتعددة والارتجال.

### الحظر الكحولي في الولايات المتحدة
اعتُبر حظر الكحوليات في الولايات المتحدة بمثابة حظر دستوري على مستوى البلاد لإنتاج واستيراد ونقل وبيع المشروبات الكحولية من عام 1920 وحتى عام 1933.
تم تجاهل القوانين في عشرينيات القرن الماضي بشكل كبير، وفُقدت عائدات الضرائب. سيطرت العصابات الإجرامية المنظمة بشكل جيد على إمدادات البيرة والمشروبات الكحولية في العديد من المدن، وأطلقت موجة الجريمة التي صدمت الولايات المتحدة. وقد استغلت العصابات هذا الحظر، بقيادة آل كابوني، وحصلت على 60 مليون دولار من بيع الكحول بطريقة غير مشروعة مخالفة للقانون. أصبحت الحانات غير المشروعة (السبيكيزيات) المُنشأة في هذا العصر أماكن حيوية في «عصر الجاز»، إذ استضافت الموسيقى الشعبية التي تضمنت أغاني الرقص الحالية، وأغانٍ جديدة وأظهرت الألحان الموسيقية.
هاجمت معارضة جديدة عبر الولايات المتحدة مناهضة لحظر الكحول، أو «المشروبات»، بحلول أواخر عشرينيات القرن الماضي، الحظر باعتباره سبباً للجريمة، وخفضت إيرادات المشروبات المحلية، وفرضت القيم الدينية البروتستانتية الريفية على أمريكا الحضرية. انتهى الحظر بالتصديق على التعديل الحادي والعشرين، الذي ألغى التعديل الثامن عشر في 5 ديسمبر عام 1933. واصلت بعض الدول الحظر على مستوى الولاية، وهو ما يمثل المراحل الأخيرة من الحقبة التقدمية.

## حظر الكحول والجريمة المنظمة وآثارها على شعبية موسيقى الجاز
أدى حظر الكحول والجريمة المنظمة في عشرينيات وثلاثينيات القرن الماضي إلى زيادة شعبية موسيقى الجاز عبر الحانات والتسجيلات (والتي توفرت فيها الوظائف عبر الجريمة المنظمة). وُجد العديد من الحانات التي وفرت عددًا كبيرًا من الوظائف لموسيقيي الجاز الذين تديرهم الجريمة المنظمة. تشير الكمية الهائلة من اللغات التي ظهرت مع مرور الوقت إلى نمو شعبية موسيقى الجاز. تشير حقيقة أن قادة الجريمة المنظمة المهيمنين في عالم موسيقى الجاز (خاصةً آلفونس غابرييل كابوني)، ومنح الوظائف لموسيقيي الجاز، إلى زيادة شعبية موسيقى الجاز. تُعد كذلك حقيقة أن سجلات موسيقى الجاز الأمريكية الأفريقية في زمن الحظر وفرت موسيقى الجاز للناس البيض، ما دفع البعض إلى تشغيلها والاستماع إليها، الأمر الذي أظهر زيادة هائلة في شعبية موسيقى الجاز. أخيرًا، توضح الطبيعة الربحية للحانات والأماكن المنظمة الأخرى بشكل غير قانوني، شعبية موسيقى الجاز جزئيًا. شكل حظر الكحول بشكل عام رغبةً في تناول الكحوليات التي خلقت فيما بعد أسماءًا وبيئة تتلاءم فيها موسيقى الجاز مع (الثقافة المناهضة). خلقت الجريمة المنظمة عملًا من هذا الأمر وحَلّقت موسيقى الجاز إلى الشعبية.

### الحانات / التسجيلات
خلقت المصطلحات، التي تشكلت نتيجة التعديل الثامن عشر، أماكنًا (غالباً ما يمتلكها مجرمون منظمون) يتمكن فيها العملاء شرب الكحول والاسترخاء، أو التحدث بأريحية. عُزفت موسيقى الجاز في هذه الحانات الشعبية بصفتها نوعًا من الموسيقى المناهضة للثقافة، لتتناسب مع البيئة والأحداث غير المشروعة الجارية. لذلك عُين فنانون موسيقيون للعب موسيقى الجاز في الحفلات. أعطى آلفونس غابرييل كابوني، زعيم الجريمة المنظمة الشهير، موسيقيي الجاز الذين كانوا يعيشون في السابق حالةً من الفقر، دخلًا مهنيًا ثابتًا. تذكر سجلات تاريخ الولايات المتحدة المتمرد «ذكر المغنية إثيل ووترز باعتزاز أن كابوني عاملها باحترام واستحسان واعتبار ودفع كامل المبلغ». وأيضًا ذكرت سجلات من تاريخ الولايات المتحدة المتمرد، «ذكر عازف البيانو إيرل هاينز أن آلفونس غابرييل كابوني انسجم مع الموسيقيين». أحب كابوني الدخول إلى النادي مع أتباعه والطلب من الفرقة عزف ما يرغب بسماعه. لقد كان شخصًا مستقلًا للغاية يقدم بخشيشًا مقداره 100 دولارًا. أدت ثقافة الحانات غير الشرعية إلى تشكيل ما عُرف بأندية «ذا بلاك أند تانز»، والتي امتلكت رواد متعددي الأعراق. دُعي أساطير موسيقى الجاز، لويس أرمسترونغ وديوك إلينغتون، للعب الموسيقى في نوادي البيض فقط، رغم أنهما كانا من الأمريكيين الأفارقة. شُوركت موسيقى الجاز أيضًا مع جمهور البيض من خلال التسجيلات. تعلم سيد الجاز الأبيض ليون بيسمارك «بيكس» بيدربيك موسيقى الجاز من التسجيلات، والذي كان لاعب شياع ذو أسلوب غير تقليدي في العزف. وُجدت العديد من الحانات، خاصةً في مدينتي شيكاغو ونيويورك. امتلكت نيويورك، في ذروة فترة حظر الكحول، اثنان وثلاثون ألف حانةً غير مشروعة (سبيكيزيّة)، استُخدمت فيها الرشاوي وآليات إخفاء الكحول. استخدم تشارلي بيرنز، في استذكار ملكيته لعدة حانات، هذه الاستراتيجيات طريقةً للحفاظ على الأندية غير القانونية التي يملكها هو وجاك كيندلر. ويشمل هذا تشكيل علاقات مع الشرطة المحلية ورجال الإطفاء. تتضمن الآليات التي أنشأها مهندس موثوق، آلية واحدة تسقط فيها الحواجز المنبثقة أسفل رفوف المشروبات الكحولية عندما يُضغط زر ما، ما يجعل الرفوف تتراجع وتسقط زجاجات المشروبات الكحولية أسفل مزلاق، وتُكسر، ويُصرف الكحول عبر الصخور والرمال. ينطلق إنذار أيضًا إذا ضُغط على زر ينبه العملاء بحدوث مداهمة. كانت الآلية الأخرى التي استخدمها بيرنز هي قبو النبيذ ذو الباب السميك الذي يلتصق بالجدار. امتلك هذا الباب فتحة صغيرة لا يمكن ملاحظتها تقريبًا حتى يُضغط على عصا لتنشيط القفل وفتح الباب.

## وصلات خارجية
- عصر الجاز في أميركا (بالإنجليزية)
- العشرينات الهادرة على موقع هيستوري دوت كوم (بالإنجليزية)